# Monolit
En monolit (av grekiska μονόλιϑος, monolithos; från μόνος, 'en' eller 'ensam', och λίϑος, 'sten') är ett större föremål, ofta ett monument, som tillverkats ur ett enstaka massivt stycke sten eller annat hårt material. Ett exempel är en nordisk runsten.

## Olika typer av monoliter
Monolit kan även beteckna naturliga formationer som består av enstaka stora stenblock eller klippor. Vanligtvis är det erosion som exponerar sådana bildningar, där denna har låtit den hårdare och solida metamorfa klippan stå kvar, såsom de gotländska raukarna. För att kvalificera som monolit bör dock en sådan horst vara fri från underliggande berg. Den största kända, Uluru, ligger i Australien. Fristående höga berg som vanligtvis finns på torra eller halvtorra slätter i tropikerna kallas även inselberg.
Såväl naturliga som konstgjorda monoliter är ibland förknippade med riter eller legender. Installationer av eldfasta gjutmassor betecknas också som monolitiska material.
Begreppet monolit eller monolitiska kretsar är mycket vanligt inom elektronik när man vill understryka att en integrerad krets verkligen består av ett enda chip eller kiselbricka. Motsatsen till monolitisk krets är en hybridkrets eller flerchipskrets.

## Monoliter i kulturen
En känd sen kulturell referens är monoliterna från Arthur C. Clarkes bok (och Stanley Kubricks filmatisering) 2001 – En rymdodyssé. En sådan artificiell monolit som tillverkats av utomjordingar, användes i mänsklighetens gryning som en väsentlig accelerator och styrmekanism i människans evolution till hennes nuvarande utvecklingsnivå.

## Exempel på monoliter

### Skapade av människor
- Aztekkalenderns solsten
- Kupoltäckningen på Theoderik den stores Mausoleum i Ravenna (diameter 11 m, vikt 400 ton)
- Mayakulturens stelae
- Moai, stenstatyerna på Påskön
- Obelisker
- Megalitiska monument (Strängt taget är de flesta typer, utom till exempel menhirer, inte monolitiska)
- Bautastenar
- Ogham Stone, Dinglehalvön, Irland
- Adam and Eve Stones, Avebury, Wiltshire, England
- Merlin Stone, Avebury Stencirkel, Wiltshire, England
- Manzanar National Historic Landmark, USA

### Naturliga monoliter
- Mount Augustus i Australien

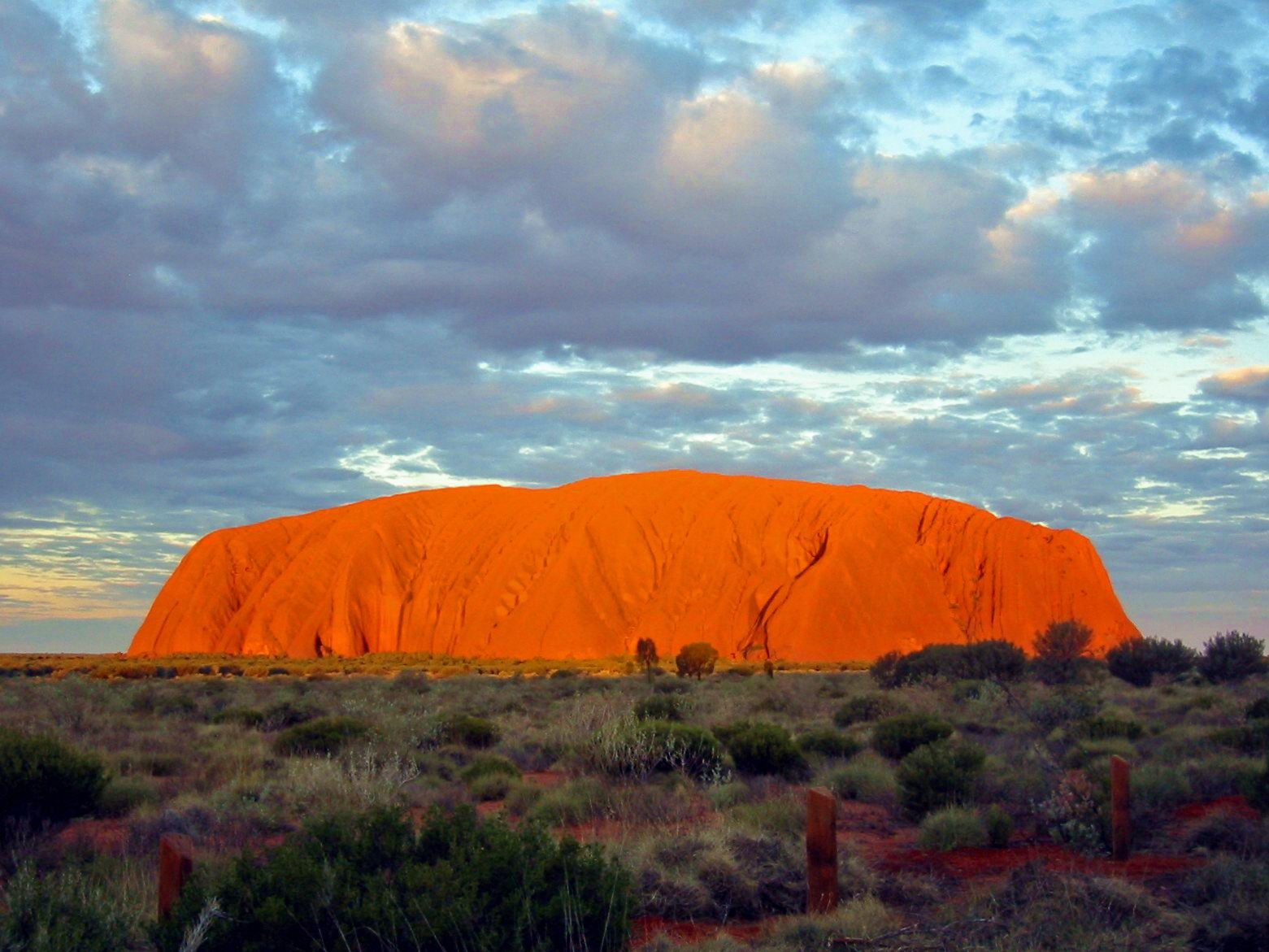
Uluru, Australien

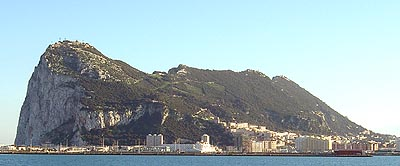
Gibraltarklippan från västra sidan

- Ayers Rock, Uluru i Australien (en sandstensklippa som inte är fri från underlaget - omtalas likväl som monolit för utseendets skull)
- Mount Coolum, Queensland, Australien
- Stone Mountain i Atlanta, Georgia, USA
- Bottleneck Peak and Moon, Sids Mountain, Utah, USA
- Devils Tower National Monument, Wyoming, USA
- El Capitan, Yosemite National Park, Kalifornien, USA
- Haystack Rock, Cannon Beach, Oregon, USA
- Stawamus Chief, Squamish, British Columbia, Kanada
- La Peña de Bernal i Mexiko
- Frau Holles sten, Fulda, Tyskland
- Humber stenen, Humberstone, near Leicester, England
- King Arthur's Stone (Cornwall), England
- Logan Stone, Trereen (Cornwall), England
- Odin Stone (Stenhouse, Orkneyöarna förstörd 1814)
- Gibraltarklippan
- Tuffstensformationerna i Kappadokien
- Ben Amera i Mauretanien
- Savandurga Bangalore, Indien
- Ha Long-bukten i Vietnam
- Torres de Paine, Chile
- Scullin-monoliten, Antarktis